# Racken
Die Racken oder Raken (Coraciidae) sind eine Familie in der Ordnung der Rackenvögel (Coraciiformes). Das Hauptverbreitungsgebiet befindet sich in Afrika und Südasien. Einige wenige bewohnen die gemäßigt warmen und subtropischen Gebiete von Europa, Vorder- und Ostasien, Nord- und Ostaustralien.

## Merkmale
Racken haben ein leuchtend bunt gefärbtes Gefieder, bei dem in der Regel Blautöne vorherrschen. Größere Gefiederpartien können auch purpurn oder bräunlich sein. Die Unterschiede zwischen den Geschlechtern sind gering, das Gefieder der Weibchen ist matter. Racken besitzen einen gedrungenen Körperbau, der den Krähen ähnelt, einen relativ großen Kopf mit kurzem, dicken Hals. Der Schnabel ist kräftig und relativ breit. An der Spitze des Oberschnabels befindet sich ein kleiner nach unten gebogener Haken. Die Beine sind kurz, die Füße dünn. Die zweite und dritte Zehe sind teilweise zusammengewachsen. Die Flügel sind lang und breit und mit dunklen Streifen gemustert. Der Schwanz ist mittellang, die äußeren Schwanzfedern sind oft länger als die inneren.

## Lebensweise
Racken kommen vor allem in offenen Habitaten mit einzelnen Bäumen wie Savannen vor, hin und wieder auch an den Rändern tropischer Regenwälder. Sie ernähren sich als Ansitzjäger ausschließlich carnivor von Insekten und kleineren Wirbeltieren. Coracias-Arten erbeuten ihre Nahrung vor allem am Boden, Eurystomus-Arten fangen fliegende Insekten häufig im Flug.
Racken sind monogam und beide Eltern kümmern sich um die Brut. Die meisten Arten bauen kein Nest, sondern nutzen natürliche Höhlen in Bäumen oder zwischen Felsen oder Baumhöhlen, die von anderen Vögeln angelegt wurden. Das Nest besteht höchsten aus einem dünnen Ring von pflanzlichen Materialien. In den Tropen besteht das Gelege aus 2 bis 4, nördlich davon aus bis zu 6 Eiern. Während der Nacht brütet ausschließlich das Weibchen, tagsüber auch das Männchen. Die Nestlinge schlüpfen nach 17 bis 24 Tagen und sind 25 bis 30 Tage später flügge. Danach werden sie noch einige Tage von den Eltern gefüttert.

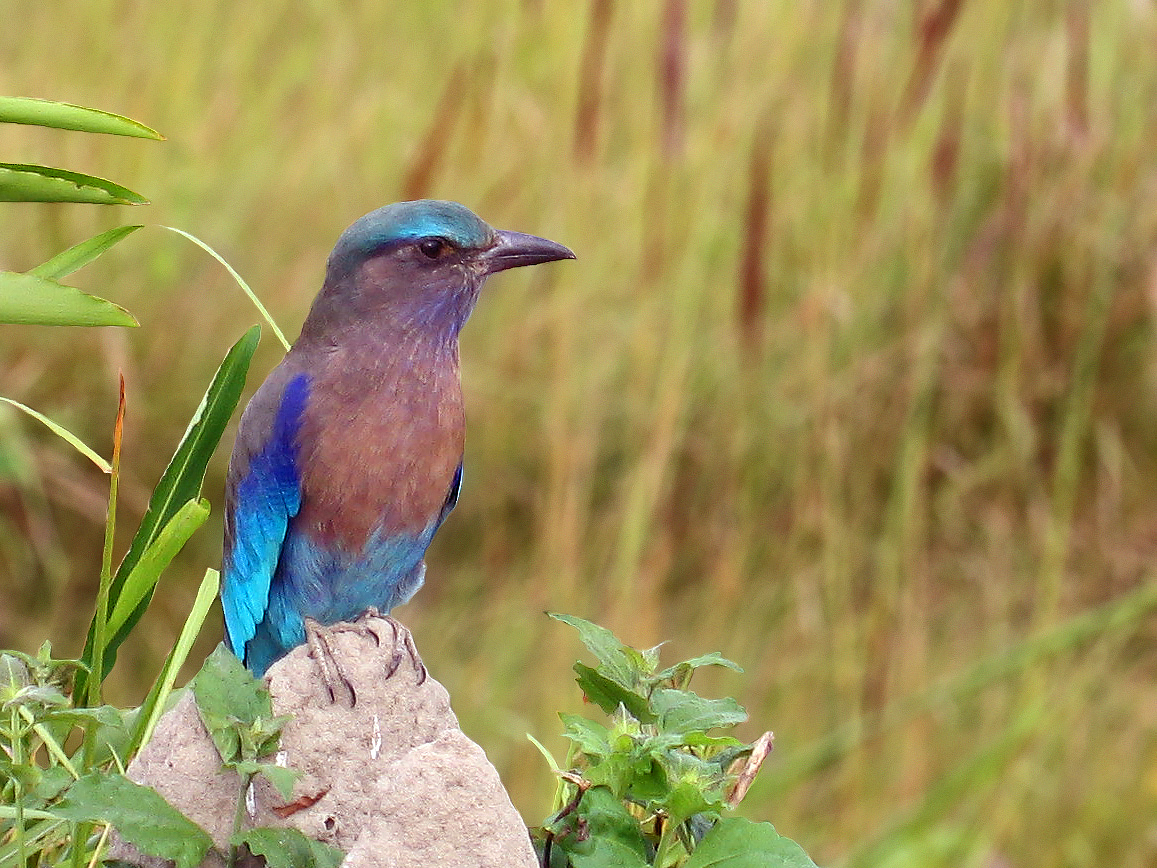
Purpurbrustracke (C. affinis)

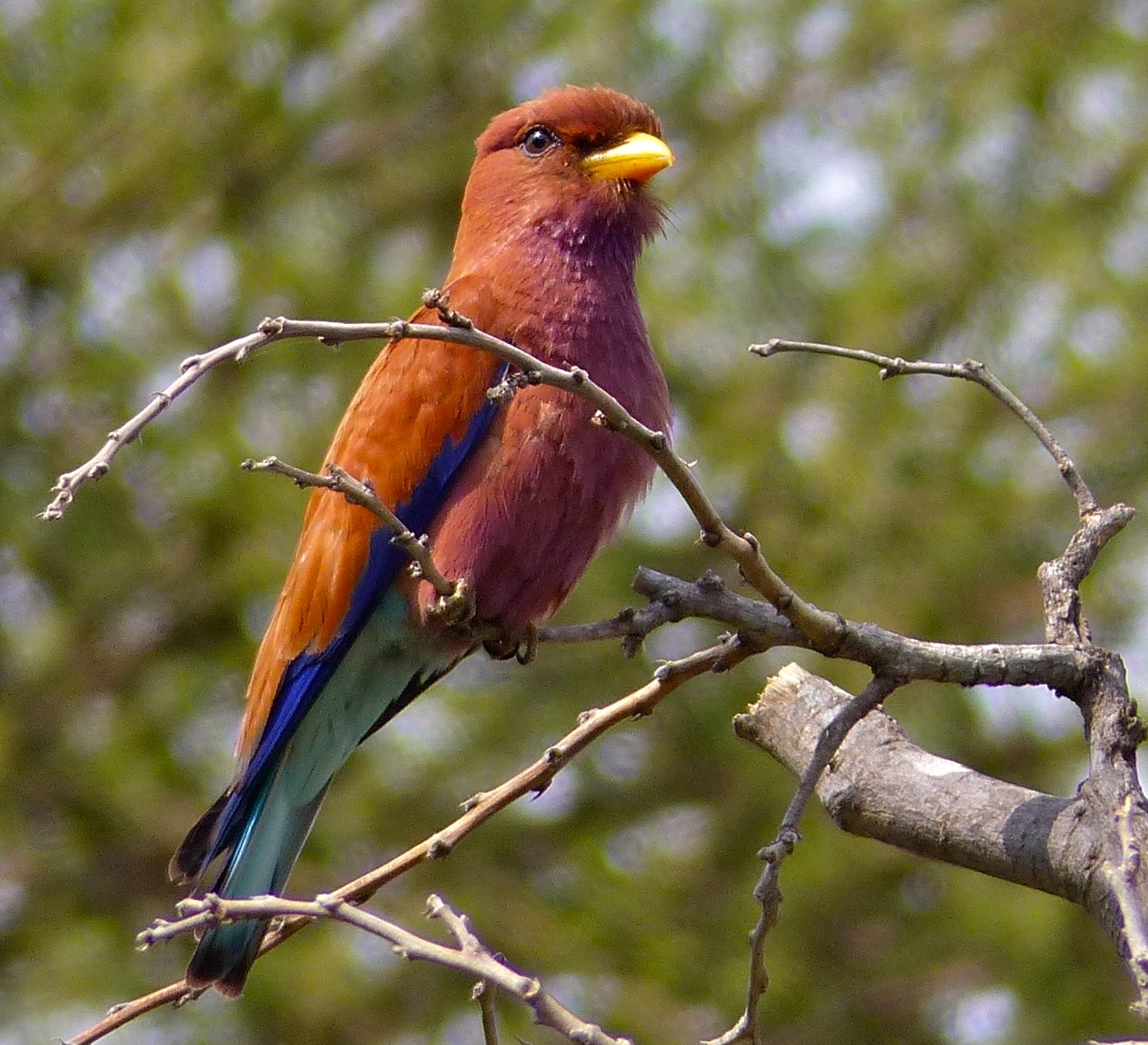
Zimtroller (E. glaucurus)

## Gattungen und Arten
In der Familie der Racken gibt es zwei Gattungen und dreizehn Arten.
- Coracias – 9 Arten
  - Senegalracke (Coracias abyssinicus)
  - Purpurbrustracke (Coracias affinis)
  - Hinduracke (Coracias benghalensis)
  - Gabelracke (Coracias caudatus)
  - Opalracke (Coracias cyanogaster)
  - Blauracke (Coracias garrulus)
  - Strichelracke (Coracias naevius)
  - Spatelracke (Coracias spatulatus)
  - Celebesracke (Coracias temminckii)
- Eurystomus – 4 Arten
  - Azurroller (Eurystomus azureus)
  - Zimtroller (Eurystomus glaucurus)
  - Blaukehlroller (Eurystomus gularis)
  - Türkisracke (Eurystomus orientalis)

## Belege
1. 1 2 3 4  David W. Winkler, Shawn M. Billerman, Irby J. Lovette: Bird Families of the World: A Guide to the Spectacular Diversity of Birds. Lynx Edicions (2015), ISBN 978-8494189203, S. 223 u. 224.